# 여주 신륵사 극락보전
여주 신륵사 극락보전(驪州 神勒寺 極樂寶殿)은 경기도 여주시 신륵사에 있는 조선시대의 건축물이다. 1985년 6월 28일 경기도의 유형문화재 제128호로 지정되었다.

## 개요
신륵사는 봉미산 기슭에 있는 절로 신라 진평왕(재위 579∼632) 때 원효가 지었다고 하나 정확하지는 않다. 고려 우왕 5년(1379)에 나옹화상이 오면서 크게 번창하였고, 성종 3년(1472)부터는 대규모로 확장시켰다. 성종 4년에는 절의 이름을 '보은사'라 하였다.
절 이름을 '신륵'이라 한 것은 미륵 또는 나옹이 신기한 굴레로 말을 막았다는 설과 고려시대에 마을에 나타난 사나운 말을 인당대사가 신의 힘으로 제압했다하여 마을 사람들이 신륵사라 하였다는 설이 있다. 
신륵사 극락보전은 아미타불을 모시는 법당으로 경내에서 가장 중심부에 위치하고 있다. 숙종 4년(1678)에 지어진 후 정조 21년(1797)에 수리되기 시작해서 정조 24년에 완공되었다. 
앞면 3칸·옆면 2칸이며, 지붕은 옆면이 여덟 팔(八)자 모양으로 화려한 팔작지붕이다. 지붕 처마를 받치기 위해 장식하여 만든 공포는 기둥 위와 기둥 사이에도 있는 다포계 양식이다. 내부에는 불단 위에 나무로 만든 아미타삼존불이 모셔져 있고, 그 위에 화려한 닫집이 꾸며져 있다. 또한 영조 49년(1773)에 제작한 범종과 후불탱화가 있다.
극락보전의 정문 위에는 나옹이 직접 쓴 것이라고 전해오는 '천추만세'라고 쓴 현판이 있는데, 입체감 있게 쓰여져 있어 보는 위치에 따라 글씨가 달라 보이는 특이함이 있다. 
신륵사 극락보전은 조선 후기에 대대적으로 수리되었으나 부분적으로 조선 중기의 수법을 많이 간직하고 있다.

## 같이 보기
- 신륵사

## 참고 문헌
- 신륵사극락보전 - 국가유산청 국가유산포털